# Predstavnik madžarske narodne skupnosti
Predstavnik madžarske narodne skupnosti je poslanec, ki v Državnem zboru Republike Slovenije zastopa interese madžarske narodne skupnosti v Sloveniji.
Predstavnik:
- 1990-1992 (Skupščina RS): Maria Pozsonec
- 1992-1996: Maria Pozsonec
- 1996-2000: Maria Pozsonec
- 2000-2004: Maria Pozsonec
- 2004-2008: Maria Pozsonec
- 2008-2011: László Göncz
- 2011-: László Göncz